# Lecumberri
Lecumberri (em castelhano) ou Lekunberri (em basco) é um município da Espanha na província e comunidade foral (autónoma) de Navarra. Tem 6,71 km² de área e em 2021 tinha 1 624 habitantes (densidade: 242 hab./km²).